# 회차선

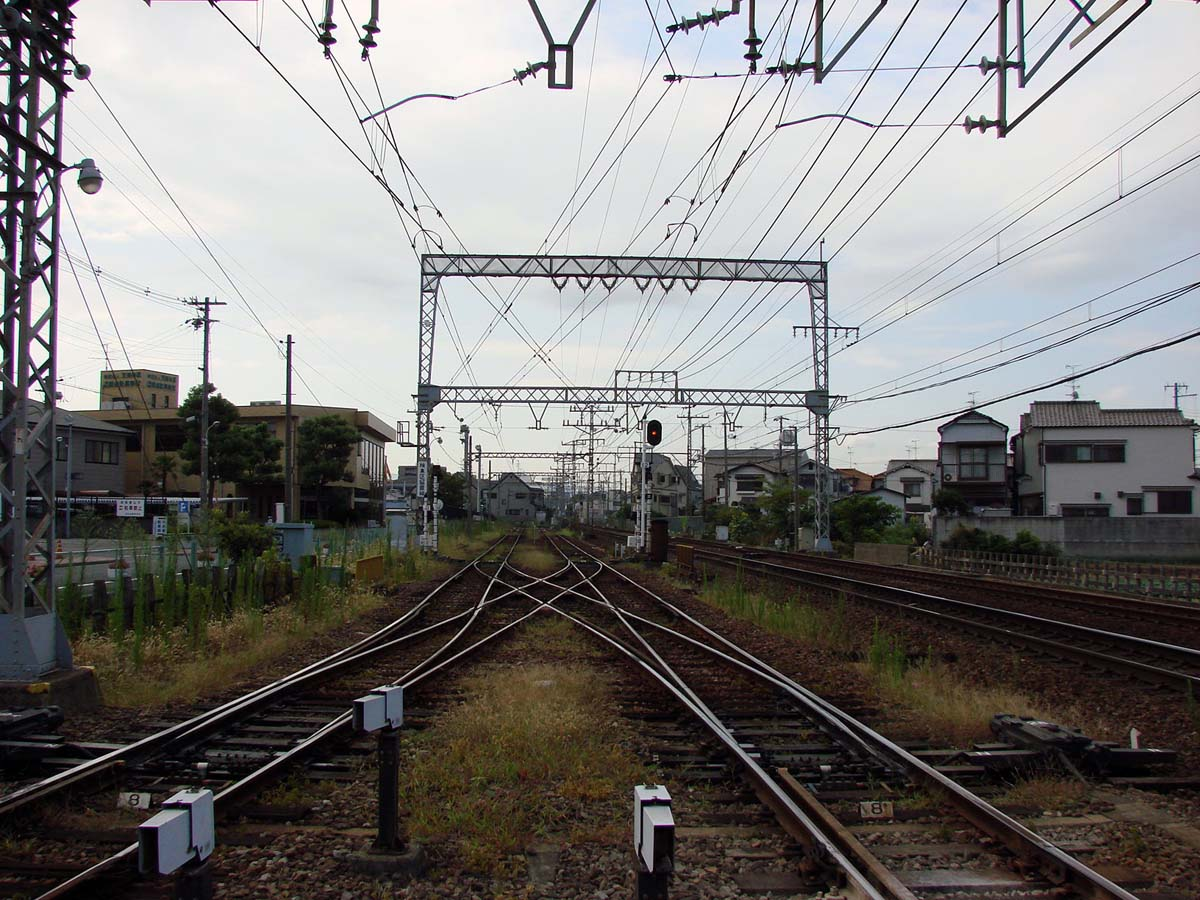
전철의 회차선 (일본 긴키 닛폰 철도)

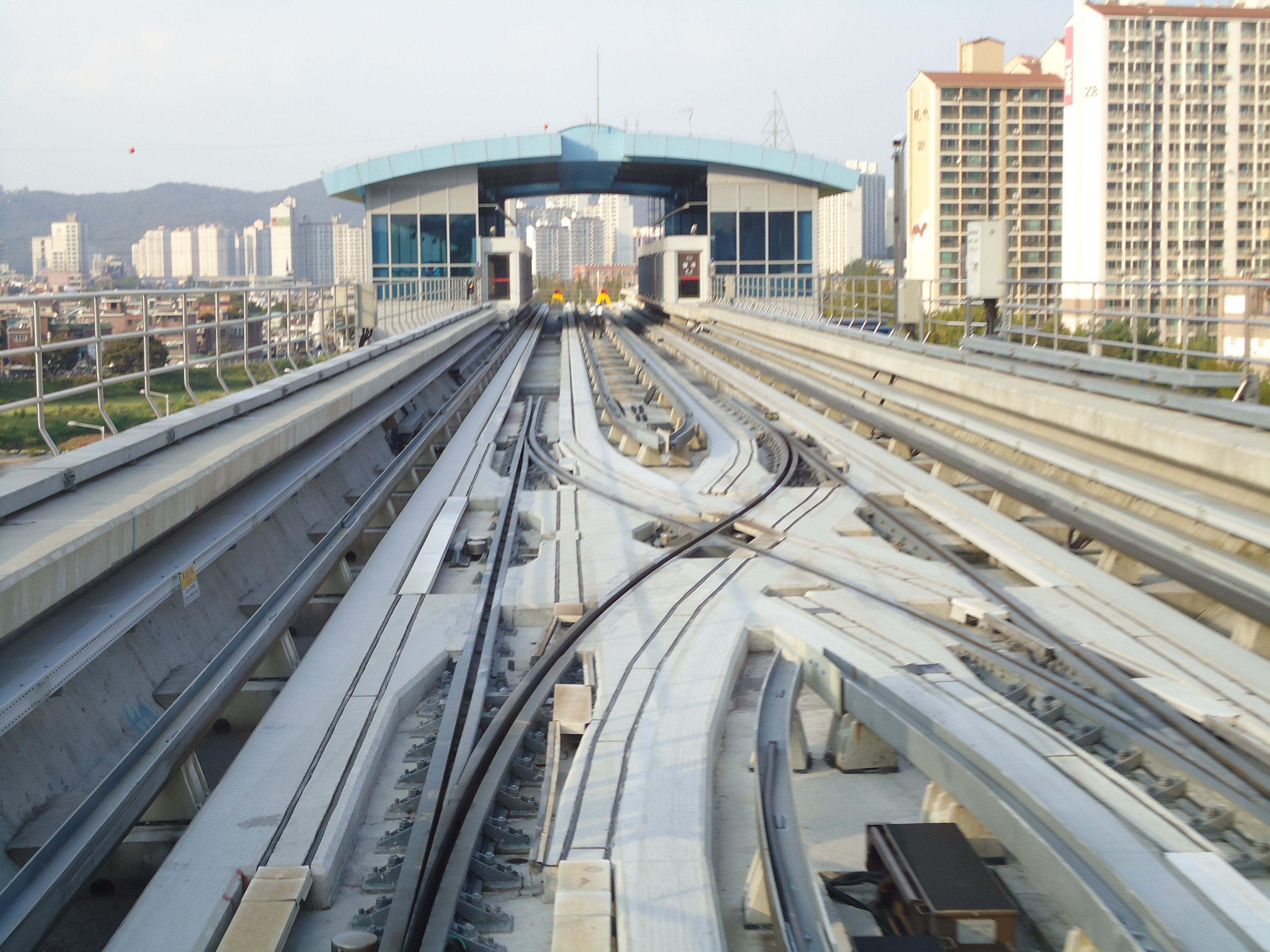
경량전철의 회차선 (발곡역)

회차선(回車線)은 철도나 열차가 한 선로에서 다른 선로로 바꿔 운행할 때 서로 분기하는 선로를 의미한다. 대부분 열차를 입환할 때 혹은 종착역에서 상행선에서 하행선으로 되돌아 갈 때 쓰인다.

## 회차 방법
열차가 회차하는 방법은 회차 진행 선로를 바꾼 후 되돌아오거나 회차선에서 돌아올 때 진행 선로를 바꿔서 돌아온다.
회차선에 진입할 때 진행선로 바꾸기
1. 열차가 진행선로를 바꾸며 회차선으로 들어온다.
2. 기관사가 열차 반대편으로 걸어서 이동한다.
3. 역으로 되돌아온다.

회차선에서 돌아올 때 진행선로 바꾸기
1. 열차가 회차선으로 진입한다.
2. 기관사가 열차 반대편으로 걸어서 이동한다.
3. 열차가 진행선로를 바꾸며 역으로 돌아온다.